# Leandro López Ladrón de Guevara
Leandro López Ladrón de Guevara (Tobarra, Albacete, 1 de mayo de 1871-ibídem, hacia 1940) fue un político y periodista del siglo XX.
Hijo del terrateniente y político liberal de Tobarra Jorge López Cortés, durante la monarquía de Alfonso XIII y la II República desempeñó cargos políticos locales y provinciales, que combinó con el ejercicio del periodismo. 
En la primera década del siglo fundó y presidió de la Cámara Agraria de Tobarra, segunda en importancia de la provincia de Albacete; por esa razón, fue nombrado en 1910 Delegado Regio de Fomento en la provincia de Albacete.
Jefe del Partido Liberal (de Práxedes Mateo Sagasta) en Tobarra, en las elecciones provinciales de 1911 fue elegido diputado en la Diputación Provincial de Albacete por el Distrito de Hellín, obteniendo 7.788 sufragios. Según la revista La Educación, de Madrid, desempeñó tras esta elección el cargo de vocal provincial de Instrucción Pública con los presidentes de la Diputación Provincial de Albacete Abelardo Sánchez García, Ubaldo López-Ruiz y Chicheri, Germán León Vera y Pedro Acacio Sandoval. 
En 1912 se hizo cargo del diario El Heraldo de Albacete, del que fue director y en el que colaboraron Eulogio Serna Puerto, Ciro López Ladrón de Guevara y Antonio Guillén de Toledo. 
Durante la II República fue miembro del Partido Republicano Conservador de Albacete, partido por el que concurrió en 1936 a la Elección de compromisarios para la elección del presidente de la República Española, obteniendo 17.000 votos y resultando elegido compromisario por la provincia de Albacete. Los miembros de su partido, fundado por Miguel Maura, no boicotearon la elección pese a no pertenecer al Frente Popular y expresaron su apoyo al candidato Manuel Azaña.